# 港鐵巴士路綫列表
本列表列出香港港鐵巴士（新界西北）、港鐵接駁巴士（東鐵綫）及港鐵接駁巴士（無障礙）及兩者前身－九鐵巴士及東鐵接駁巴士現時及曾經營運的路綫。截至2022年10月，港鐵根據《香港鐵路條例》在西北鐵路服務範圍內營運22條路綫，並在大埔區委託九巴營運4條接駁巴士路綫。
九廣鐵路公司（簡稱「九鐵」）為吸引寓所遠離九廣鐵路（英段）（現稱港鐵東鐵綫）車站的居民乘搭鐵路，於1985年9月9日開辦了兩條接駁巴士路線K11及K12，分別連接火炭車站及大埔墟車站。九鐵最初租用城巴雙層巴士提供兩線服務，於1986年9月1日起改為租用九巴車隊行走兩線，終止城巴派車的安排。九廣鐵路亦因應在新界西北興建輕便鐵路（簡稱「輕鐵」），於1986年11月自行成立了「巴士營運部」，除負責輕鐵接駁巴士服務外，亦統籌九廣鐵路沿線的接駁巴士。1987年9月，九鐵因應西北鐵路服務範圍（簡稱「輕鐵專區」）即將實施，從九巴手上接辦往返兆康苑和蝴蝶邨的59B線，並在同年12月開辦新路線63A，來往山景及元朗（東）。
輕鐵原定在1988年8月8日通車，但輕鐵在1988年6月及7月試車期間發生多宗致命交通意外，因此九鐵在7月26日宣佈輕鐵通車日期需要押後，但九巴需要在8月8日當天須按照修訂後的專營權完全撤出輕鐵專區，取消原有屯門及元朗區的區內線。因此，九鐵巴士只於8月8日起接辦部份於輕鐵專區範圍內的九巴路線，其餘路線則由九巴繼續以臨時的方式營辦。輕鐵最終在同年9月18日正式通車，餘下由九巴營辦的區內路線不是交由九鐵營辦便被取消。九鐵並在一星期後重組旗下巴士服務，以八條新接駁巴士服務取代大部分原有路線，只有59線能夠維持服務直至輕鐵507線於1989年6月4日投入服務為止。隨着天水圍新市鎮在九十年代的人口增長，九鐵亦在相關地區陸續增設輕鐵接駁巴士服務。
另一方面，K11和K12線自投入服務以來客量高企，九鐵於是在1988年起開辦更多接駁九廣鐵路（英段）的巴士路線。可是，法律上並不容許九鐵向乘客收取相關接駁巴士路線的費用，但九鐵發現非鐵路轉乘客濫用相关服務的問題日漸嚴重。因此，政府及九廣鐵路公司藉八達通面世之契機，於1999年5月3日起批出特許經營權予九巴，把所有東鐵接駁巴士路線納入九巴的專利巴士服務，以便合法地向非鐵路轉乘客收取車資，保障九鐵公司利潤，但相關路線在車務運作上如車輛與車長調配、班次編排等事宜仍由九鐵全權負責。
九廣西鐵（現港鐵屯馬綫一部分）於2003年12月20日通車，九鐵預期約有百分之三的西鐵乘客會使用巴士服務接駁西鐵，因此決定調整新界西北區巴士服務，不少路線被重組成以「K」字為首的路線，突顯相關路線能接駁西鐵。2007年兩鐵合併後，「九鐵巴士」改稱「港鐵巴士（新界西北）」，而「東鐵接駁巴士」則改稱為「港鐵接駁巴士（東鐵綫）」。

## 港鐵巴士（新界西北）
| 編號 | 路線                    | 車資  | 開辦日期       | 圖片 | 備註 | 參考資料 |
| ---- | ----------------------- | ----- | -------------- | ---- | --- | -------- |
| 506  | 屯門碼頭↔兆麟           | $5.1  | 2002年7月14日  |      | 原屬杯渡路架空路軌工程而提供之臨時路綫，並計劃在九廣西鐵通車一個月後取消，但最終以「輕鐵車卡不足」為由維持服務至今 | [ 21 ]   |
| K51  | 富泰↔大欖               | $5.1  | 1988年9月25日  |      | 初期編號為521，於2003年12月14日更改編號為K51                                                                       | [ 24 ]   |
| K51A | 富泰↔掃管笏             | $5.1  | 2022年8月29日  |      | | [ 26 ]   |
| K52  | 悅湖山莊↔龍鼓灘         | $5.1  | 1999年5月1日   |      | 初期編號為A52，於2003年12月19日更改編號為K52                                                                       | [ 29 ]   |
| K52A | 屯門站↔曾咀             | $10.1 | 2021年9月25日  |      | 特快路綫 | [ 32 ]   |
| K52P | 龍鼓灘→屯門站           | $5.1  | 2024年2月5日   |      | 只於週一至五上午繁忙時間服務（公眾假期除外）                                                                       | [ 29 ]   |
| K53  | 屯門站↺掃管笏           | $5.1  | 2005年3月7日   |      | | [ 34 ]   |
| K54  | 和田邨↺屯門市中心       | $5.1  | 2022年8月1日   |      | 特快路綫 | [ 37 ]   |
| K58  | 富泰↔掃管笏             | $5.1  | 2005年3月7日   |      | 只於週一至五上課日上午繁忙時間服務（公眾假期除外）                                                                 | [ 38 ]   |
| K65  | 元朗站↔流浮山           | $5.1  | 1988年9月25日  |      | 初期編號為655，於2003年12月14日更改編號為K65                                                                       | [ 39 ]   |
| K65A | 流浮山↔港鐵天水圍站     | $5.1  | 2022年6月27日  |      | 只於週一至五繁忙時間服務（公眾假期除外）                                                                           | [ 41 ]   |
| K66  | 朗屏↔大棠黃泥墩村       | $5.1  | 2004年1月18日  |      | | [ 43 ]   |
| K66A | 港鐵朗屏站↔大棠山道     | $5.1  | 2020年12月5日  |      | 只於每年紅葉觀賞季節期間之周末及公眾假期服務                                                                       | [ 45 ]   |
| K66S | 港鐵朗屏站↔大棠山道     | $5.1  | 2020年12月18日 |      | 只於每年紅葉觀賞季節期間之週一至五服務（公眾假期除外）                                                             | [ 47 ]   |
| K68  | 元朗工業邨↺元朗公園     | $5.1  | 2004年1月18日  |      | | [ 48 ]   |
| K73  | 天恆↔元朗（西）         | $5.1  | 2004年4月18日  |      | | [ 50 ]   |
| K74  | 天水圍市中心↺凹頭       | $5.1  | 2004年9月27日  |      | | [ 52 ]   |
| K75A | 天水圍站↺洪水橋         | $5.1  | 2016年3月27日  |      | | [ 54 ]   |
| K75P | 天瑞↺洪水橋             | $5.1  | 2003年11月12日 |      | | [ 56 ]   |
| K75S | 天水圍站↺洪福邨         | $5.1  | 2015年8月17日  |      | 只於週一至五繁忙時間服務（公眾假期除外）                                                                           | [ 56 ]   |
| K76  | 天恆↔天水圍站           | $5.1  | 2003年11月24日 |      | 特快路綫 | [ 60 ]   |
| K76S | 濕地公園路↔港鐵天水圍站 | $5.1  | 2021年8月30日  |      | 只於週一至五繁忙時間服務（公眾假期除外）                                                                           | [ 60 ]   |

## 港鐵接駁巴士（東鐵綫）
與港鐵巴士（新界西北）不同，港鐵接駁巴士名義上屬九巴旗下的專營巴士路線，並且包括在九巴的路線表令內，但在車務運作上如車輛與車長調配、班次編排等事宜仍由港鐵負責。
| 編號 | 路線              | 車資 | 開辦日期      | 圖片 | 備註                                                 | 參考資料 |
| ---- | ----------------- | ---- | ------------- | ---- | ---------------------------------------------------- | -------- |
| K12  | 大埔墟站↔八號花園 | $4.8 | 1985年9月9日  |      | 週日及公眾假期不設任何轉乘優惠                       | [ 64 ]   |
| K14  | 大埔中心→大埔墟站 | $4.8 | 1988年5月16日 |      | 只於週一至週六上午繁忙時間服務（週日及公眾假期除外） | [ 65 ]   |
| K17  | 大埔墟站↔富善     | $4.8 | 1989年4月24日 |      | 只於週一至週六服務（週日及公眾假期除外）             | [ 67 ]   |
| K18  | 大埔墟站↔廣福     | $4.8 | 1989年4月24日 |      | 只於週一至週六服務（週日及公眾假期除外）             | [ 68 ]   |

## 已停辦路線
港鐵巴士（新界西北）及港鐵接駁巴士（東鐵綫）及兩者前身－九鐵巴士及東鐵接駁巴士歷史上曾經營以下路線，以下路線資訊均以取消服務前一刻作准。
| 編號           | 路線                              | 所屬公司     | 開辦日期       | 停辦日期       | 備註                                                                                    |
| -------------- | --------------------------------- | ------------ | -------------- | -------------- | --------------------------------------------------------------------------------------- |
| 45             | 山景邨↺安定邨                     | 九鐵巴士     | 1984年8月20日  | 1988年9月25日  | 專線小巴路線，1988年9月4日起改由九鐵巴士營辦                                            |
| 55             | 流浮山↔元朗（東）                 | 九鐵巴士     | 1961年4月6日   | 1988年9月25日  | 原由九巴營辦，初期編號為24，1973年7月16日起更改編號為55；1988年8月8日起改由九鐵巴士營辦 |
| 56             | 大棠（黃泥墩）↔元朗（西）         | 九鐵巴士     | 1973年10月11日 | 1988年9月25日  | 原由九巴營辦，1988年8月8日起改由九鐵巴士營辦                                            |
| 59             | 大興↔友愛（南）                   | 九鐵巴士     | 1973年10月11日 | 1989年6月4日   | 原由九巴營辦，1988年9月18日起改由九鐵巴士營辦                                           |
| 59B            | 兆康苑↔屯門碼頭                   | 九鐵巴士     | 1985年4月21日  | 1988年9月25日  | 原由九巴營辦，1987年9月6日起改由九鐵巴士營辦                                            |
| 61             | 屯門市中心↔元朗（西）             | 九鐵巴士     | 1976年7月16日  | 1988年9月18日  | 原由九巴營辦，1988年8月8日起改由九鐵巴士營辦                                            |
| 62             | 兆康苑↔青山灣                     | 九鐵巴士     | 1981年10月19日 | 1988年9月25日  | 原由九巴營辦，1988年8月8日起改由九鐵巴士營辦                                            |
| 63A            | 良田邨↔元朗（東）                 | 九鐵巴士     | 1987年12月12日 | 1988年9月25日  |                                                                                         |
| 505            | 山景↺三聖                         | 九鐵巴士     | 2002年7月14日  | 2003年9月1日   | 因杯渡路架空路軌工程而提供之臨時路線                                                    |
| 520            | 屯門碼頭↔龍鼓灘                   | 九鐵巴士     | 1988年9月25日  | 1999年5月1日   |                                                                                         |
| 521P           | 富泰↺屯門市中心                   | 九鐵巴士     | 2002年1月2日   | 2003年12月14日 | 只於週一至六繁忙時間服務（公眾假期除外）                                                |
| 559            | 兆康苑↔青山灣                     | 九鐵巴士     | 1988年9月25日  | 1992年2月2日   |                                                                                         |
| 600            | 屯門（悅湖山莊）→港鐵兆康站（北） | 港鐵巴士     | 2009年9月19日  | 2009年9月19日  | 因屯門煙火匯演舉行而提供之臨時路線                                                      |
| 653            | 天瑞↺塘坊村                       | 九鐵巴士     | 1992年3月23日  | 1993年3月22日  |                                                                                         |
| 654            | 天耀↔元朗（東）                   | 九鐵巴士     | 1992年3月23日  | 1993年1月10日  |                                                                                         |
| 656            | 大棠↔元朗工業邨                   | 九鐵巴士     | 1988年9月25日  | 2004年1月18日  |                                                                                         |
| 658（第一代）  | 元朗（東）↺凹頭                   | 九鐵巴士     | 1998年9月25日  | 1998年11月6日  |                                                                                         |
| 658            | 天耀↺天水圍市中心                 | 九鐵巴士     | 1996年7月28日  | 1998年5月18日  |                                                                                         |
| 659            | 天恆↺天水圍市中心                 | 九鐵巴士     | 2000年11月10日 | 2004年1月18日  |                                                                                         |
| 670            | 元朗（福康街）↺朗屏邨             | 九鐵巴士     | 1988年9月25日  | 2004年8月7日   | 只於週一至六繁忙時間和假日日間服務                                                      |
| A18            | 大欖涌→屯門市中心                 | 九鐵巴士     | 1991年11月3日  | 1991年11月3日  | 因公益金新界區百萬行舉行而提供之臨時路線                                                |
| A23            | 大欖涌→元朗                       | 九鐵巴士     | 1991年11月3日  | 1991年11月3日  | 因公益金新界區百萬行舉行而提供之臨時路線                                                |
| A51            | 屯門碼頭↔踏石角                   | 九鐵巴士     | 1989年11月27日 | 1999年5月1日   | 只於週一至六繁忙時間服務（公眾假期除外）                                                |
| A57            | 屯門市中心↔屯門碼頭               | 九鐵巴士     | 1995年9月4日   | 1995年9月7日   | 因屯門公路局部封閉而提供之臨時路線                                                      |
| A58（第一代）  | 元朗（西）↺凹頭                   | 九鐵巴士     | 1988年11月6日  | 1989年4月2日   |                                                                                         |
| A58            | 建生↔屯門碼頭                     | 九鐵巴士     | 1992年5月1日   | 1993年1月10日  | 只於週一至六上午繁忙時間服務（公眾假期除外）                                            |
| A59            | 青山灣↺寶田                       | 九鐵巴士     | 1988年11月13日 | 2005年3月7日   |                                                                                         |
| A70            | 天瑞↺元朗（西）                   | 九鐵巴士     | 1998年5月18日  | 2004年4月18日  |                                                                                         |
| A70P（第一代） | 天水圍市中心↺元朗（西）           | 九鐵巴士     | 2000年8月30日  | 2000年11月10日 | 只於週一至六繁忙時間服務（公眾假期除外）                                                |
| A70P           | 天瑞↺朗屏                         | 九鐵巴士     | 2002年9月2日   | 2003年12月20日 | 只於週一至五上午繁忙時間服務（公眾假期除外）                                            |
| A71            | 天瑞↔元朗（東）                   | 九鐵巴士     | 1995年8月21日  | 2002年8月18日  | 只於週一至六繁忙時間服務（公眾假期除外）                                                |
| A73            | 天富→屯門碼頭                     | 港鐵巴士     | 2000年11月10日 | 2009年11月9日  | 只於星期一至五（公眾假期除外）上午繁忙時間提供服務                                      |
| A74            | 天恆↺元朗（西）                   | 九鐵巴士     | 2000年11月10日 | 2004年4月18日  |                                                                                         |
| K1X            | 朗屏邨→屯門碼頭                   | 九鐵巴士     | 1994年1月30日  | 2005年3月7日   | 只於週一至六上午繁忙時間服務（公眾假期除外）                                            |
| K2P            | 天水圍市中心↔屯門市中心           | 九鐵巴士     | 2003年10月10日 | 2006年10月9日  | 臨時巴士路線，只於週一至六繁忙時間服務（公眾假期除外）                                  |
| K2X            | 天瑞→屯門碼頭                     | 九鐵巴士     | 1994年1月30日  | 2004年2月28日  | 只於週一至六上午繁忙時間服務（公眾假期除外）                                            |
| K3             | 屯門市中心↔大欖                   | 九鐵巴士     | 1997年4月27日  | 1997年4月27日  | 因青嶼幹線煙花匯演舉行而提供之臨時路線                                                  |
| K11            | 沙田第一城↔樂信徑                 | 東鐵接駁巴士 | 1985年9月9日   | 2007年1月15日  | 只於週一至六繁忙時間服務（公眾假期除外）                                                |
| K15            | 旺角車站↔中港城                   | 東鐵接駁巴士 | 1989年7月17日  | 2004年1月4日   |                                                                                         |
| K16            | 尖東站↔南昌站                     | 港鐵接駁巴士 | 1991年1月14日  | 2009年9月19日  |                                                                                         |
| K52S           | 龍鼓灘↔屯門站                     | 港鐵巴士     | 2021年7月26日  | 2024年2月4日   | 只於週一至五上午繁忙時間服務（公眾假期除外）                                            |
| K62            | 屯門碼頭↔元朗（東）               | 九鐵巴士     | 1997年1月1日   | 1997年1月1日   | 因屯門除夕煙花匯演舉行而提供之臨時路線                                                  |
| K63            | 三聖↔元朗（東）                   | 九鐵巴士     | 1997年1月1日   | 1997年1月1日   | 因屯門除夕煙花匯演舉行而提供之臨時路線                                                  |
| K66S           | 西鐵天水圍站↺輕鐵翠湖站           | 九鐵巴士     | 2003年12月17日 | 2004年1月18日  | 臨時巴士路線，只於週一至六繁忙時間和假日日間提供免费服务                                |
| K70            | 天水圍市中心→元朗（東）           | 九鐵巴士     | 2004年2月18日  | 2004年7月17日  | 只於週一至六上午繁忙時間（公眾假期除外）提供免费服务                                    |
| K71            | 天水圍市中心↺西鐵天水圍站         | 九鐵巴士     | 2004年8月21日  | 2004年9月25日  | 臨時巴士路線，只於週一至六繁忙時間服务（公眾假期除外）                                  |
| K72            | 屯門碼頭↔天瑞                     | 九鐵巴士     | 1997年1月1日   | 1997年1月1日   | 因屯門除夕煙花匯演舉行而提供之臨時路線                                                  |
| K73（第一代）  | 三聖↔天瑞                         | 九鐵巴士     | 1997年1月1日   | 1997年1月1日   | 因屯門除夕煙花匯演舉行而提供之臨時路線                                                  |
| K73P           | 天逸邨逸潭樓→元朗（東）           | 港鐵巴士     | 2006年10月9日  | 2010年8月23日  | 只於星期一至五（公眾假期除外）上午繁忙時間提供服務，不設任何轉乘優惠                    |
| K75            | 天水圍站↺洪水橋                   | 港鐵巴士     | 1988年9月25日  | 2021年8月30日  | 初期編號為657，於2003年12月14日更改編號為K75                                            |
| S1             | 港鐵天水圍站↺天恆                 | 港鐵巴士     | 2005年9月1日   | 2009年9月8日   | 臨時巴士路線，只於每年開學後首數個上課日提供服務                                        |
| S2             | 兆康站（北）↺大興                 | 港鐵巴士     | 2005年9月1日   | 2009年9月8日   | 臨時巴士路線，只於每年開學後首數個上課日提供服務                                        |
| T1             | 港鐵天水圍站↺天恆                 | 港鐵巴士     | 2009年9月1日   | 2010年4月26日  | 臨時巴士路線，只於星期一至五（公眾假期除外）上午繁忙時間提供服務                        |
| T2             | 兆康站（北）↺屯門站               | 港鐵巴士     | 2009年9月1日   | 2010年3月22日  | 臨時巴士路線，只於星期一至五（公眾假期除外）上午繁忙時間提供服務                        |

### 書籍
- 容偉釗. . BSI. 2001-11: 118. ISBN 9628414607 （中文（香港））.
- 容偉釗. . BSI. 2002-06: 88, 93, 94, 101, 104, 106, 149-158. ISBN 9628414623 （中文（香港））.
- 容偉釗. . BSI. 2003-01: 154-156. ISBN 962841464X （中文（香港））.
- 容偉釗. . BSI. 2014-01: 130, 131. ISBN 9789881453143 （中文（香港））.
- 容偉釗. . BSI. 2015-01: 129, 133, 134, 141, 191-206, 210-211. ISBN 9628414720 （中文（香港））.
- 容偉釗. . BSI. 2016-02: 167-169. ISBN 9789881453143 （中文（香港））.
- . JR Team. 2015-02-05: 50-77. ISBN 9789881257550 （中文（香港））.
- 陳志華, 李健信. . 中華書局. 2021-07: 266-272. ISBN 9789888759088 （中文（香港））.

### 其他參考資料
1. ↑  . 2009-11-13  [2022-08-05]. （原始内容存档于2016-01-01） （中文（香港））.
2. ↑   (PDF). 元朗區議會交通及運輸委員會集體運輸服務工作小組. 2017-03-20  [2022-08-05]. （原始内容存档 (PDF)于2021-04-15） （中文（香港））.
3. 1 2 3  . 大公報. 1985-08-29  [2022-08-13]. （原始内容存档于2022-08-13） （中文（香港））.
4. ↑  . 東方日報. 1986-08-31 （中文（香港））.
5. ↑  九廣鐵路公司公共關係處. . 鐵路之聲. 1987-08 （中文（香港））.
6. 1 2 3 4  . JR Team. 2015-02-05: 50-77. ISBN 9789881257550 （中文（香港））.
7. ↑  . 大公報. 1988-07-27  [2022-08-26]. （原始内容存档于2022-08-26） （中文（香港））.
8. 1 2 3 4  . 華僑日報. 1988-07-31  [2022-08-12]. （原始内容存档于2022-08-12） （中文（香港））.
9. 1 2 3  . 華僑日報. 1988-09-18  [2022-08-12]. （原始内容存档于2022-08-12） （中文（香港））.
10. 1 2 3  . 大公報. 1988-09-25  [2022-08-13]. （原始内容存档于2022-08-13） （中文（香港））.
11. 1 2  . 華僑日報. 1989-06-04  [2022-08-12]. （原始内容存档于2022-08-12） （中文（香港））.
12. 1 2  . 華僑日報. 1988-05-16  [2022-08-13]. （原始内容存档于2022-08-13） （中文（香港））.
13. ↑  Liang-Huew Wang and Anthony G. O. Yeh, Alan S.Y. Lui. . Tokyo, Japan: Asian Productivity Organization. 1993: 151 （英语）.
14. ↑  陳志華, 李健信. . 中華書局. 2021-07: 266-272. ISBN 9789888759088 （中文（香港））.
15. ↑  . 成報. 1999-05-04 （中文（香港））.
16. ↑   (PDF). 立法會交通事務委員會鐵路事宜小組委員會會議. 2003-04  [2022-09-03]. （原始内容存档 (PDF)于2021-04-23） （中文（香港））.
17. 1 2  . 九廣鐵路公司. 2002-07 （中文（香港））.
18. 1 2  . 九廣鐵路公司. 2002-07-05 （中文（香港））.
19. ↑   (PDF). 立法會交通事務委員會鐵路事宜小組委員會. 2003-07  [2022-09-03]. （原始内容存档 (PDF)于2021-10-26） （中文（香港））.
20. ↑  . 香港獨立媒體. 2021-04-13  [2022-09-10]. （原始内容存档于2022-06-10） （中文（香港））.
21. ↑  . 香港鐵路有限公司.   [2022-08-11]. （原始内容存档于2022-04-27） （中文（香港））.
22. 1 2 3 4 5 6 7 8 9  . 華僑日報. 1988-09-25  [2022-08-12]. （原始内容存档于2022-08-12） （中文（香港））.
23. 1 2 3 4  . 九廣鐵路公司. 2003-12-12  [2022-08-17]. 原始内容存档于2018-12-13 （中文（香港））.
24. ↑  . 香港鐵路有限公司.   [2022-08-11]. （原始内容存档于2021-03-29） （中文（香港））.
25. ↑   (PDF). 香港鐵路有限公司. 2022-08-23  [2022-08-25]. （原始内容存档 (PDF)于2022-08-23） （中文（香港））.
26. ↑  . 香港鐵路有限公司.   [2022-08-30]. （原始内容存档于2022-08-30） （中文（香港））.
27. 1 2 3 4 5 6 7  容偉釗. . BSI. 2015-01: 196. ISBN 9628414720 （中文（香港））.
28. 1 2  . 九廣鐵路公司. 2003-12-16  [2022-08-17]. 原始内容存档于2020-10-23 （中文（香港））.
29. 1 2 3 4  . 香港鐵路有限公司.   [2022-08-11]. （原始内容存档于2022-04-27） （中文（香港））.
30. ↑   (PDF). 香港鐵路有限公司. 2021-09-10  [2022-08-04]. （原始内容存档 (PDF)于2021-12-26） （中文（香港））.
31. ↑   (PDF). 運輸署. 2021-09-14  [2022-08-04]. （原始内容存档 (PDF)于2022-01-28） （中文（香港））.
32. ↑  . 香港鐵路有限公司.   [2022-08-11]. （原始内容存档于2022-04-20） （中文（香港））.
33. 1 2 3 4  . 九廣鐵路公司. 2005-03-03 （中文（香港））.
34. ↑  . 香港鐵路有限公司.   [2022-08-11]. （原始内容存档于2022-04-27） （中文（香港））.
35. ↑  . 香港經濟日報. 2022-07-19  [2022-07-19]. （原始内容存档于2022-07-19） （中文（香港））.
36. ↑   (PDF). 香港鐵路有限公司. 2022-07-19  [2022-07-19]. （原始内容存档 (PDF)于2022-07-19） （中文（香港））.
37. ↑  . 香港鐵路有限公司.   [2022-08-11]. （原始内容存档于2022-07-30） （中文（香港））.
38. ↑  . 香港鐵路有限公司.   [2022-08-11]. （原始内容存档于2022-04-27） （中文（香港））.
39. ↑  . 香港鐵路有限公司.   [2022-08-11]. （原始内容存档于2022-06-28） （中文（香港））.
40. ↑  . 運輸署. 2022-06-17  [2022-08-05]. （原始内容存档于2022-06-17） （中文（香港））.
41. ↑  . 香港鐵路有限公司.   [2022-09-11]. （原始内容存档于2022-09-01） （中文（香港））.
42. 1 2 3 4  . 九廣鐵路公司. 2004-01-15  [2022-08-17]. 原始内容存档于2018-12-13 （中文（香港））.
43. ↑  . 香港鐵路有限公司.   [2022-08-11]. （原始内容存档于2022-05-14） （中文（香港））.
44. ↑  . 運輸署. 2020-12-03  [2022-08-05]. （原始内容存档于2021-01-26） （中文（香港））.
45. ↑  . 運輸署. 2021-11-27  [2022-08-16]. （原始内容存档于2021-11-30） （中文（香港））.
46. ↑   (PDF). 運輸署. 2020-12-18  [2022-08-05]. （原始内容存档 (PDF)于2021-04-18） （中文（香港））.
47. ↑  . 運輸署. 2021-12-09  [2022-08-16]. （原始内容存档于2021-12-10） （中文（香港））.
48. ↑  . 香港鐵路有限公司.   [2022-08-11]. （原始内容存档于2022-04-27） （中文（香港））.
49. 1 2 3  . 九廣鐵路公司. 2004-04-15  [2022-08-17]. 原始内容存档于2018-12-13 （中文（香港））.
50. ↑  . 香港鐵路有限公司.   [2022-08-11]. （原始内容存档于2022-04-27） （中文（香港））.
51. 1 2  . 九廣鐵路公司. 2004-09  [2022-08-11]. 原始内容存档于2022-08-11 （中文（香港））.
52. ↑  . 香港鐵路有限公司.   [2022-08-11]. （原始内容存档于2022-06-19） （中文（香港））.
53. ↑  . 運輸署. 2016-03-22  [2022-08-05]. （原始内容存档于2021-09-04） （中文（香港））.
54. ↑  . 香港鐵路有限公司.   [2022-08-11]. （原始内容存档于2021-03-29） （中文（香港））.
55. ↑  . 九廣鐵路公司. 2003-11-08  [2022-08-17]. 原始内容存档于2018-12-13 （中文（香港））.
56. 1 2  . 香港鐵路有限公司.   [2022-08-11]. （原始内容存档于2021-03-29） （中文（香港））.
57. ↑  . 運輸署. 2015-08-17  [2022-08-05]. （原始内容存档于2022-03-01） （中文（香港））.
58. ↑  . 九廣鐵路公司. 2003-11 （中文（香港））.
59. ↑  . 九廣鐵路公司. 2003-11-21 （中文（香港））.
60. 1 2  . 香港鐵路有限公司.   [2022-08-11]. （原始内容存档于2022-08-02） （中文（香港））.
61. 1 2   (PDF). 元朗區議會交通及運輸委員會文件2021年第64號. 2021-09  [2022-08-05]. （原始内容存档 (PDF)于2022-08-05） （中文（香港））.
62. ↑   (PDF). 2022年第118號法律公告.   [2022-09-06]. （原始内容存档 (PDF)于2022-09-06） （中文（香港））.
63. ↑  . 香港01. 2017-10-24  [2022-09-06]. （原始内容存档于2022-09-06） （中文（香港））.
64. ↑  . 香港鐵路有限公司.   [2022-08-11]. （原始内容存档于2022-02-14） （中文（香港））.
65. ↑  . 香港鐵路有限公司.   [2022-08-11]. （原始内容存档于2022-02-14） （中文（香港））.
66. ↑  . 華僑日報. 1989-04-23  [2022-08-13]. （原始内容存档于2022-08-13） （中文（香港））.
67. ↑  . 香港鐵路有限公司.   [2022-08-11]. （原始内容存档于2022-02-14） （中文（香港））.
68. ↑  . 香港鐵路有限公司.   [2022-08-11]. （原始内容存档于2022-05-11） （中文（香港））.
69. ↑  . 香港政府新聞公報. 1984-08-20 （中文（香港））.
70. ↑  . 華僑日報. 1988-09-19  [2022-09-04]. （原始内容存档于2022-09-04） （中文（香港））.
71. ↑  . 華僑日報. 1988-09-03  [2022-09-04]. （原始内容存档于2022-09-04） （中文（香港））.
72. ↑  . 大公報. 1961-04-06  [2022-08-06]. （原始内容存档于2022-08-10） （中文（香港））.
73. ↑  . 華僑日報. 1973-07-15  [2022-08-12]. （原始内容存档于2022-08-12） （中文（香港））.
74. ↑  . 華僑日報. 1973-10-10  [2022-08-12]. （原始内容存档于2022-08-12） （中文（香港））.
75. ↑  . 華僑日報. 1985-04-23  [2022-08-12]. （原始内容存档于2022-08-12） （中文（香港））.
76. ↑  . 大公報. 1987-09-05  [2022-08-12]. （原始内容存档于2022-08-12） （中文（香港））.
77. ↑  . 華僑日報. 1987-05-02  [2022-08-12]. （原始内容存档于2022-08-12） （中文（香港））.
78. ↑  . 香港工商日報. 1976-07-16  [2022-08-12]. （原始内容存档于2022-08-12） （中文（香港））.
79. ↑  . 大公報. 1981-10-17  [2022-08-06]. （原始内容存档于2022-08-10） （中文（香港））.
80. ↑  九廣鐵路公司公共關係處. . 鐵路之聲. 1987-12 （中文（香港））.
81. ↑  . 九廣鐵路公司. 2003-08-30  [2022-08-17]. 原始内容存档于2018-12-13 （中文（香港））.
82. ↑  . 九廣鐵路公司. 2001-01-28  [2022-08-17]. 原始内容存档于2018-12-13 （中文（香港））.
83. ↑  . 九廣鐵路公司.   [2022-08-16]. 原始内容存档于2003-12-05 （中文（香港））.
84. 1 2 3 4  容偉釗. . BSI. 2002-06: 150. ISBN 9789628414635 （中文（香港））.
85. ↑  . 香港鐵路有限公司. 2009-09-19  [2022-08-13]. 原始内容存档于2022-08-13 （中文（香港））.
86. ↑  . 運輸署. 2009-09-18  [2022-08-13]. （原始内容存档于2018-10-26） （中文（香港））.
87. 1 2  . 華僑日報. 1988-11-04  [2022-08-12]. （原始内容存档于2022-08-13） （中文（香港））.
88. ↑  . 九廣鐵路公司. 1996-07 （中文（香港））.
89. 1 2  . 九廣鐵路公司. 1998-08 （中文（香港））.
90. 1 2 3  . 九廣鐵路公司. 2000-11-08  [2022-08-17]. 原始内容存档于2001-07-25 （中文（香港））.
91. 1 2   (PDF). 元朗區議會. 2004-09-02  [2022-08-16]. （原始内容存档 (PDF)于2022-08-16） （中文（香港））.
92. ↑   (PDF). 九廣鐵路公司. 2004-04-18  [2022-08-16]. 原始内容存档于2004-11-05 （中文（香港））.
93. ↑  . 華僑日報. 1991-11-02  [2022-08-12]. （原始内容存档于2022-08-13） （中文（香港））.
94. 1 2 3 4 5 6 7 8  容偉釗. . BSI. 2002-06: 158. ISBN 9789628414635 （中文（香港））.
95. ↑  . 九廣鐵路公司.   [2022-08-16]. 原始内容存档于1998-07-02 （中文（香港））.
96. ↑  . 香港政府新聞公報. 1995-09-03 （中文（香港））.
97. ↑  . 香港政府新聞公報. 1995-09-06 （中文（香港））.
98. ↑  . 華僑日報. 1989-03-31  [2022-08-12]. （原始内容存档于2022-08-12） （中文（香港））.
99. ↑  . 華僑日報. 1988-11-13  [2022-08-12]. （原始内容存档于2022-08-12） （中文（香港））.
100. ↑  . 九廣鐵路公司. 2000-08 （中文（香港））.
101. 1 2 3 4 5  容偉釗. . BSI. 2015-01: 195, 198. ISBN 9628414720 （中文（香港））.
102. ↑  . 九廣鐵路公司. 2002-09 （中文（香港））.
103. ↑  . 九廣鐵路公司. 2000-08  [2022-08-11]. （原始内容存档于2018-04-22） （中文（香港））.
104. 1 2   (PDF). 香港鐵路有限公司. 2009-10-12  [2022-08-11]. 原始内容存档于2022-08-11 （中文（香港））.
105. 1 2  . 香港政府新聞公報. 1994-01-28 （中文（香港））.
106. ↑   (PDF). 九廣鐵路公司. 2004-08-07  [2022-08-13]. 原始内容存档于2004-06-13 （中文（香港））.
107. ↑  . 九廣鐵路公司. 2003-10-09 （中文（香港））.
108. 1 2  . 九廣鐵路公司. 2006-10-06  [2022-08-17]. 原始内容存档于2018-04-22 （中文（香港））.
109. ↑   (PDF). 九廣鐵路公司. 2004-11-24  [2022-08-13]. 原始内容存档于2006-11-29 （中文（香港））.
110. ↑  . 東方日報. 2004-02-07 （中文（香港））.
111. ↑  容偉釗. . BSI. 2015-01: 197, 201, 203. ISBN 9628414720 （中文（香港））.
112. ↑  . 運輸署.   [2022-08-13]. 原始内容存档于2007-12-05 （中文（香港））.
113. ↑   (PDF). 九廣鐵路公司. 2006-08-21  [2022-08-13]. 原始内容存档于2006-12-01 （中文（香港））.
114. ↑  . 華僑日報. 1989-07-16  [2022-08-13]. （原始内容存档于2022-08-13） （中文（香港））.
115. ↑  . 九龍巴士（一九三三）有限公司. 2004-01-07  [2022-08-13]. 原始内容存档于2004-08-07 （中文（香港））.
116. ↑  . 大公報. 1991-01-14  [2022-08-13]. （原始内容存档于2022-08-13） （中文（香港））.
117. ↑   (PDF). 九龍巴士（一九三三）有限公司. 2009-09-11  [2022-08-13]. 原始内容存档于2022-08-13 （中文（香港））.
118. ↑   (PDF). 屯門區議會交通及運輸委員會文件2021年第39號. 2021-10  [2022-08-04]. （原始内容存档 (PDF)于2022-08-05） （中文（香港））.
119. ↑  . 九廣鐵路公司. 2004-01-13  [2022-08-17]. 原始内容存档于2018-12-13 （中文（香港））.
120. 1 2  容偉釗. . BSI. 2015-01: 194, 195, 203, 204. ISBN 9628414720 （中文（香港））.
121. ↑  . 九廣鐵路公司. 2004-02 （中文（香港））.
122. ↑   (PDF). 九廣鐵路公司. 2004-02-16  [2022-08-13]. 原始内容存档于2022-08-13 （中文（香港））.
123. ↑  . 九廣鐵路公司. 2004-08-16  [2022-09-01]. 原始内容存档于2020-10-24 （中文（香港））.
124. ↑   (PDF). 九廣鐵路公司. 2004-08-21  [2022-08-13]. 原始内容存档于2022-08-13 （中文（香港））.
125. ↑   (PDF). 香港鐵路有限公司. 2007-12-02  [2022-08-13]. 原始内容存档于2022-08-13 （中文（香港））.
126. ↑  . 九廣鐵路公司. 2005-08-26 （中文（香港））.
127. 1 2 3 4 5  容偉釗. . BSI. 2015-01: 206. ISBN 9628414720 （中文（香港））.
128. ↑  . 2009-08-14  [2022-08-26]. （原始内容存档于2022-06-22） （中文（香港））.